# Robert Taylor
Robert Taylor (5 tháng 8 năm 1911 – 8 tháng 6 năm 1969) là một diễn viên người Mỹ.

## Thời niên thiếu
Sinh ra với tên Spangler Arlington Brugh ở Filley, Nebraska, ông là con trai của Ruth Adaline (nhũ danh Stanhope) và Spangler Andrew Brugh, một nông dân chuyển sang làm bác sĩ. Hồi thiếu niên, ông là ngôi sao điền kinh và chơi cello trong giàn nhạc của trường. Sau khi tốt nghiệp, ông tới Doane College để học nhạc.
Tại Doane, ông học cello với Giáo sư E. Gray, thần tượng của ông. Sau khi giáo sư Gray tuyên bố ông đã tìm được một công việc mới tại Pomona College ở Los Angeles, Brugh chuyển tới California và nhập học trường Pomona. Ông tham gia nhóm kịch ngoại kháo và sau đó được phát hiện trong cuộc tuyển chọn tài năng của MGM năm 1932.

## Sự nghiệp
Sau khi Brugh ký hợp đồng 7 năm với MGM với mức lương $35 một tuần, tên ông được đổi thành Robert Taylor. Ông diễn bộ phim hài đầu tay năm 1934 Handy Andy cùng Will Rogers (hợp đồng ngoài với 20th Century Fox). Sau khi xuất hiện trong một số vai nhỏ, ông được diễn vai chính đầu tiên trong Magnificent Obsession, cùng Irene Dunne. Tiếp đó là Camille, nữ chính Greta Garbo.

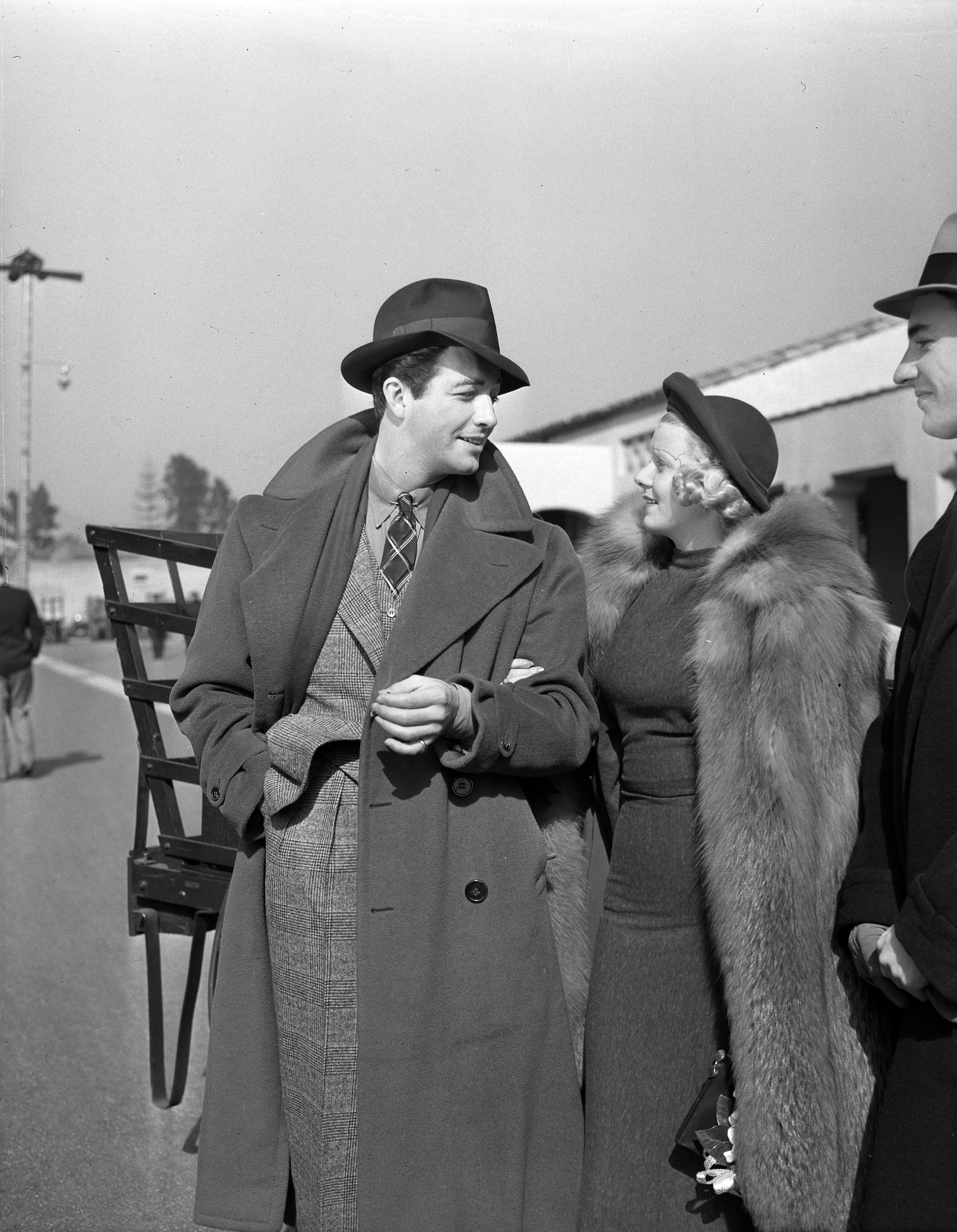
Taylor và Jean Harlow, 1937

Những năm cuối thập niên 1930s, Taylor tham gia nhiều bộ phim với một khối lượng vai phong phú, gồm phim âm nhạc Broadway Melody of 1936 và Broadway Melody of 1938, phim hài Anh A Yank at Oxford với Vivien Leigh. Năm 1940, ông lại đứng cạnh ngôi sao của A Yank at Oxford Vivien Leigh trong bộ phim của Mervyn LeRoy: Waterloo Bridge.
Năm 1941, Taylor bắt đầu phá vỡ hình ảnh chính diện hoàn hảo của mình bằng những vai sinh động hơn. Năm đó, ông thủ vai Billy Bonney (được biết đến như Billy - đứa trẻ ngỗ ngược) trong Billy the Kid. Năm sau, ông diễn vai Johnny Eager trong bộ phim cùng tên, nữ chính Lana Turner. Sau khi vào vai một trung uý quân đội trong Bataan năm 1943, Taylor tham gia Thế chiến II và trở thành huấn luyện viên trong Không quân. Thời gian này, ông thủ vai chính trong bộ phim tài liệu năm 1944 The Fighting Lady.
Năm 1950, Taylor nhận vai chàng tướng quân Marcus Vinicius trong Quo Vadis, vai nữ chính Deborah Kerr. Bộ phim thành công vang dội với doanh thu 11 triệu USD. Năm sau, ông lại thủ vai chính cùng Elizabeth Taylor trong phim Ivanhoe, dựng theo cuốn tiểu thuyết cổ điển cùng tên của Walter Scott. Tiếp theo là hai bộ phim năm 1953 Knights of the Round Table và The Adventures of Quentin Durward, đều quay tại Anh
Đến giữa thập niên 50s, sự nghiệp của Taylor lụi tàn dần. Năm 1955, ông đóng vai chính cùng Eleanor Parker trong một bộ phim hài miền Tây Many Rivers To Cross. Năm 1958, ông mở công ty riêng, Robert Taylor Productions, và năm tới, ông đóng vai chính trong loạt phim trinh thám truyền hình của ABC: The Detectives Starring Robert Taylor (1959-1962). Khi series này kết thúc năm 1962, Taylor tiếp tục tham gia phim và chương trình truyền hình, như A House Is Not a Home và hai phần của Hondo. Năm 1965, sau khi quay Johnny Tiger tại Florida, Taylor nhận vai kể chuyện trong series phim truyền hình Death Valley Days, do Ronald Reagan bỏ lại để chuyển sang sự nghiệp chính trị. Taylor tiếp tục với bộ phim cho đến năm 1969 khi ông đã trở nên quá già yếu để tiếp tục làm việc.

## Đời tư
Năm 1951, Taylor đóng vai chính trong Above and Beyond, bộ phim về cuộc đời phi công máy bay Enola Gay- Paul Tibbets. Hai người đã gặp nhau và nhận ra họ có rất nhiều điểm tương đồng. Cả hai đều thích học y, đam mê bắn Skeet (trò bắn bồ câu bằng đất sét) và lái máy bay. Taylor học bay giữa những năm 1930, và làm việc trong Không quân Hoa Kỳ như một huấn luyện viên trong thời Chiến tranh thế giới thứ hai. Chiếc máy bay ông được giao thuộc loại Twin Beech được gọi là "Missy" (biệt danh của Stanwyck - vợ ông).

### Hôn nhân
Sau khi Taylor xuất hiện cùng nữ diễn viên Barbara Stanwyck trong bộ phim năm 1937 This Is My Affair, cả hai đi đến hôn nhân năm 1939. Cuộc hôn nhân đầy sóng gió và kết thúc năm 1951.
Năm 1954, Taylor kết hôn với nữ diễn viên gốc Đức, Ursula Thiess, và có cùng bà 2 đứa con.

## Cái chết
Ngày 8 tháng 6 năm 1969, Taylor qua đời vì ung thư phổi ở tuổi 57 - tác nhân chính là do nghiện thuốc lá - và được mai táng ở Forest Lawn Memorial Park Cemetery, ở Glendale, California.
Vì những cống hiến của ông với ngành công nghiệp điện ảnh, Robert Taylor được vinh danh bởi một ngôi sao ở Đại lộ danh vọng Hollywood, số 1500 phố Vine.

## Phim tham gia
- Handy Andy (1934)
- There's Always Tomorrow (1934)
- A Wicked Woman (1934)
- Society Doctor (1935)
- Times Square Lady (1935)
- West Point of the Air (1935)
- Murder in the Fleet (1935)
- Broadway Melody of 1936 (1935)
- Magnificent Obsession (1935)
- Small Town Girl (1936)
- Private Number (1936)
- His Brother's Wife (1936)
- The Gorgeous Hussy (1936)
- Camille (1936)
- Personal Property (1937)
- This Is My Affair (1937)
- Broadway Melody of 1938 (1937)
- A Yank at Oxford (1938)
- Three Comrades (1938)
- The Crowd Roars (1938)
- Stand Up and Fight (1939)
- Lucky Night (1939)
- Lady of the Tropics (1939)
- Remember? (1939)
- Waterloo Bridge (1940)
- Escape (1940)
- Flight Command (1940)
- Billy the Kid (1941)
- When Ladies Meet (1941)
- Johnny Eager (1942)
- Her Cardboard Lover (1942)
- Stand by for Action (1942)
- The Youngest Profession (Cameo, 1943)
- Bataan (1943)
- Song of Russia (1944)
- The Fighting Lady (Documentary, narrator, 1944)
- Undercurrent (1946)
- High Wall (1947)
- The Secret Land (Documentary, narrator, 1948)
- The Bribe (1949)
- Ambush (1950)
- Devil's Doorway (1950)
- Quo Vadis (1951)
- Westward the Women (1951)
- Ivanhoe (1952)
- Above and Beyond (1952)
- Knights of the Round Table (1953)
- I Love Melvin (1953) (Cameo)
- Ride, Vaquero! (1953)
- All the Brothers Were Valiant (1953)
- Valley of the Kings (1954)
- Rogue Cop (1954)
- Many Rivers to Cross (1955)
- The Adventures of Quentin Durward (1955)
- The Last Hunt (1956)
- D-Day the Sixth of June (1956)
- The Power and the Prize (1956)
- Tip on a Dead Jockey (1957)
- Saddle the Wind (1958)
- The Law and Jake Wade (1958)
- Party Girl (1958)
- The Hangman (1959)
- The House of the Seven Hawks (1959)
- Killers of Kilimanjaro (1959)
- Miracle of the White Stallions (1963)
- Cattle King (1963)
- A House Is Not a Home (1964)
- The Night Walker (1964)
- Johnny Tiger (1966)
- Savage Pampas (1966)
- The Glass Sphinx (1967)
- Return of the Gunfighter (1967)
- The Day the Hot Line Got Hot (1968)
- Where Angels Go, Trouble Follows (1968)